# 内田恭子のウチ・ココ〜ウチだけ、ココだけの話
『YKK AP presents 内田恭子のウチ・ココ〜ウチだけ、ココだけの話』（ワイケーケーエーピープレゼンツ うちだきょうこのウチ・ココ〜ウチだけ、ココだけのはなし）は、TOKYO FMをはじめとするJFN系列で2007年5月6日から2016年3月27日まで放送されていたラジオ番組である。YKK APの一社提供番組。

## 放送内容
- 内田恭子が毎回、音楽関係のゲストを迎え、トークをしていく。

　エンディングは内田が提供であるYKK AP製の窓を開けてゲストを見送るという設定になっている。
- 2016年03月13日、エンディングで2016年3月27日で番組終了が発表された。

## 放送時間
- JFN全国ネット：毎週日曜日 10:30 - 10:55

## パーソナリティ
- 内田恭子（元フジテレビアナウンサー）